# Přerubenice
Přerubenice, früher auch Červenice (deutsch Przerubenitz, 1939–1945 Schlag) ist eine Gemeinde in Tschechien. Sie liegt 18 Kilometer westlich von Slaný und gehört zum Okres Rakovník.

## Geographie
Přerubenice befindet sich in dem zum Džbán (Krugwald) gehörigen Hügelland Řevničovská pahorkatina im Naturpark Džbán. Das Dorf liegt im Tal des Baches Přerubenický potok. Gegen Norden erstreckt sich das Waldgebiet Pšanský les. Nördlich erhebt sich die Lysá (472 m), im Nordosten die Vošková (469 m) und südwestlich die Střela (482 m). Am nördlichen Ortsrand liegen die Teiche Čekalův rybník und Chřást.
Nachbarorte sind Smilovice, Pšanská Myslivna, Dřevíč, Kozojedy, Vinařice, Nová Ves, Hvížďalka und Zichovecká Myslivna im Norden, Bor, Stráň und Milý im Nordosten, Srbeč, Pod Lipou und Bdín im Osten, Mšec und Tok im Südosten, Kalivody im Süden, Řevníčov und Králka im Südwesten, Dučice und Kroučová im Westen sowie Pochvalov, Dolní Ročov und Ročov im Nordwesten.

## Geschichte
Die erste schriftliche Erwähnung von Przierubenicz erfolgte im Jahre 1318 als Sitz der Zemanen Zdenko und Prziedwoy de Przierubenicz. Das Geschlecht der Hrabanie von Przerubenitz hielt das Gut lange Zeit. Die Feste ist seit 1542 schriftlich belegt. Sie erlosch wahrscheinlich im 17. Jahrhundert. Im Jahre 1597 kaufte der Hauptmann des Schlaner Kreises, Matthias Stampach von Stampach Přerubenice und schlug es seiner Herrschaft Kornhaus zu. Da Matthias von Stampach kinderlos blieb, fiel die Herrschaft 1615 seinem Neffen Jan Rejchart zu. Dieser gehörte während des Ständeaufstand von 1618 dem Direktorium der Stände an. Nach der Schlacht am Weißen Berg wurde Jan Rejchart von Stampach zum Verlust der Hälfte seiner Güter verurteilt und die Herrschaft Kornhaus 1622 konfisziert. 1623 verpfändete die Hofkammer die Herrschaft zunächst an Elisabeth Popel von Lobkowicz. Im selben Jahre wurde Kornhaus gegen eine Schuld von 87.932 Schock Meißnischen Groschen an Wratislaw Reichsgraf von Fürstenberg, Heiligenberg und Werdenberg überschrieben. Jan Rejchart von Stampach, der 1628 nach Annaberg emigriert war, kehrte 1631 mit einem kursächsischen Heer nach Böhmen zurück und bemächtigte sich seines früheren Besitzes. Er wurde wieder aus Böhmen vertrieben und verlor 1634 wegen seiner Invasion auch die ihm verbliebenen böhmischen Güter.
Nach dem Tode Wratislaws von Fürstenberg erbte 1634 seine Witwe Lavinia Gonzaga von Novellara die Herrschaft. Nachdem diese in zweiter Ehe Otto Friedrich von Harrach geheiratet hatte, brach zwischen den Grafen von Fürstenberg und Otto Friedrich von Harrach ein Erbstreit aus. Bei dessen Beilegung wurde die Herrschaft Kornhaus 1639 den aus der Ehe mit Lavinia Gonzaga stammenden Kindern Wratislaws zugesprochen. Nachdem Franz Wratislaw von Fürstenberg 1641 im Alter von zehn Jahren verstorben war, fiel das Erbe seiner Schwester Marie Eleonore Katharina, verheiratete Reichsgräfin von Hohenems zu. Eleonore Katharina von Hohenems verkaufte 1662 die Herrschaft Kornhaus zusammen mit dem Fürstenbergischen Haus am Hradschin für 60.000 Gulden an Johann Adolf von Schwarzenberg, der am 14. Juli 1670 in den Reichsfürstenstand erhoben wurde. Der Hauptmann der Herrschaft Kornhaus, Elias Heidelberger von Heidelberg, ließ 1681 für die Herrschaft Kornhaus ein Urbar anlegen, das 613-seitige in alttschechischer Sprache verfasste Verzeichnis befindet sich heute im Archiv auf Schloss Třeboň. 1683 erbte Ferdinand zu Schwarzenberg die Herrschaft. 1703 erbte Adam Franz zu Schwarzenberg den Besitz; ihm folgte ab 1732 dessen Sohn Joseph I. zu Schwarzenberg, der 1780 die Herrschaft zum Familienfideikommiss erhob. Nachfolgende Besitzer waren ab 1782 Johann I. zu Schwarzenberg, ab 1789 Joseph II. zu Schwarzenberg und ab 1833 dessen ältester Sohn und Fideikommisserbe Johann Adolf II. zu Schwarzenberg.

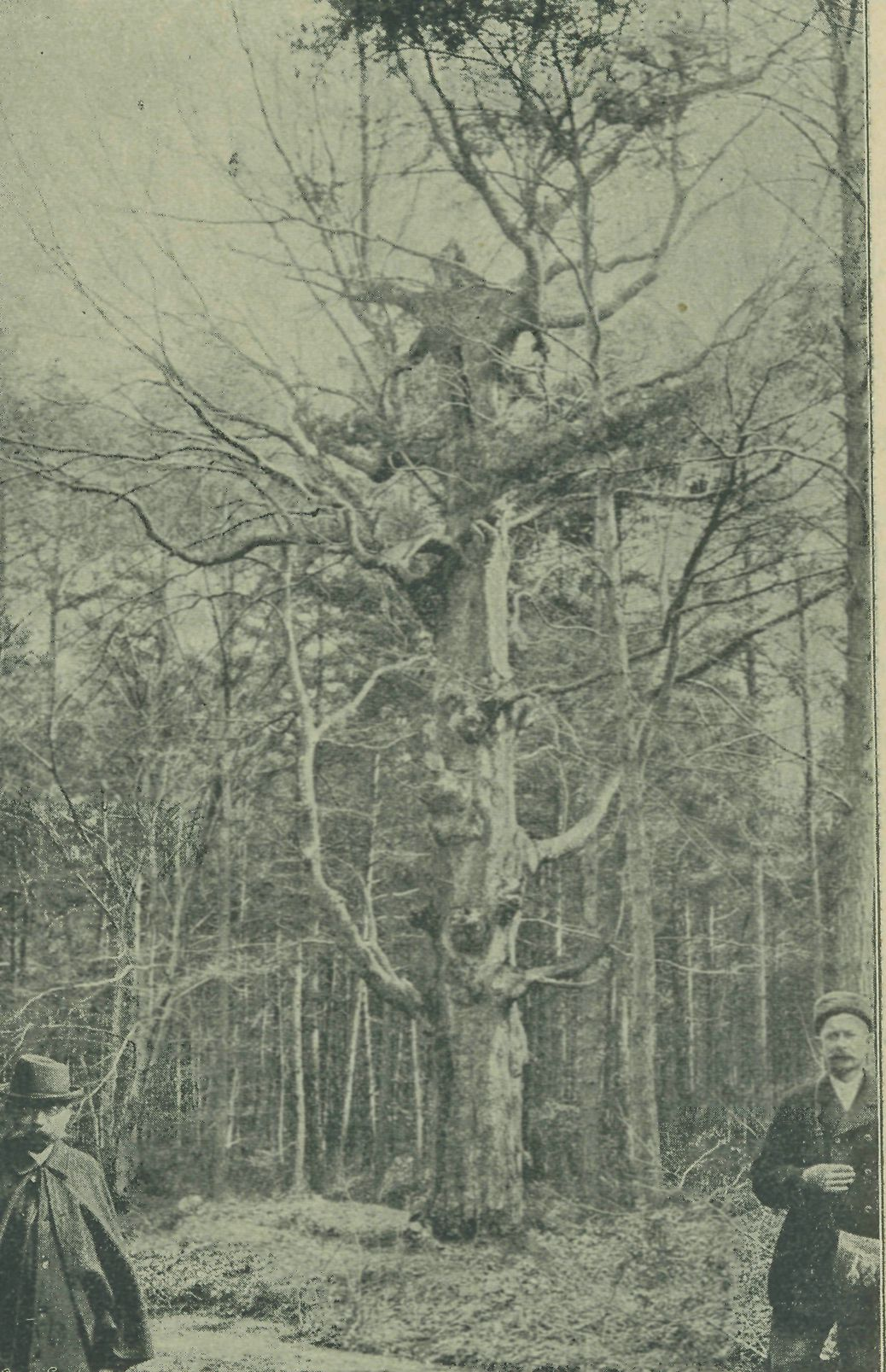
Grenzbuche im Przerubenitzer Forst (Historisches Foto von Jan Vilím, um 1900)

Im Jahre 1843 bestand Přerubenitz, auch Čerbenitz / Čerwenice genannt, aus 15 Häusern mit 95 Einwohnern. Im Ort gab es einen obrigkeitlichen Meierhof und ein dominikales Jägerhaus. Das Přerubenitzer Revier, eines der vier herrschaftlichen Kornhauser Forstreviere, bewirtschaftete eine überwiegend aus Laubholz bestehende Waldfläche von 1219 Joch 1522 Quadratklafter. Bei Dutschitz betrieben die Fürsten Schwarzenberg Bergbau auf Steinkohle. Pfarrort war Srbeč. Bis zur Mitte des 19. Jahrhunderts blieb Přerubenitz der Fideikommissherrschaft Kornhaus mit Kaunowa untertänig.
Nach der Aufhebung der Patrimonialherrschaften bildeten Přerubenice t. Červenice / Przerubenitz bzw. Czerbenitz und Dučice t. Dubčice / Dutschitz ab 1850 Ortsteile der Gemeinde Bdín im Bezirk Rakonitz und Gerichtsbezirk Neustraschitz. 1868 wurden beide Dörfer dem Bezirk Schlan zugeordnet. Seit dem Ende des 19. Jahrhunderts wurden die Dörfer amtlich als Přerubenice und Dučice bezeichnet. Ab 1917 wurde der Steinkohlenbergbau bei Dučice, der bis dahin nur in kleinen Kohlenschächten erfolgte, intensiviert. 1920 lösten sich Dučice und Přerubenice von Bdín los und bildeten die Gemeinde Přerubenice. Im Jahre 1932 hatte Přerubenice einschließlich Dučice 280 Einwohner; in den Zechen Humboldt und Fürst Schwarzenberg wurde Steinkohle gefördert. Zum Ende des Zweiten Weltkrieges legte die Wehrmacht in den Wäldern an der Straße nach Hříškov ein großes Munitionsdepot mit 500 Wagenladungen an. 1949 wurde Přerubenice dem Okres Nové Strašecí zugeordnet, seit dessen Aufhebung im Jahre 1960 gehört die Gemeinde zum Okres Rakovník. Am 1. Jänner 1980 erfolgte die Eingemeindung nach Srbeč. Seit dem 24. November 1990 bilden Dučice und Přerubenice die Gemeinde Přerubenice.

## Gemeindegliederung
Die Gemeinde Přerubenice besteht aus den Ortsteilen Dučice (Dutschitz) und Přerubenice (Przerubenitz).

## Sehenswürdigkeiten
- Hölzerner Glockenturm auf dem Dorfplatz von Přerubenice
- Gehöft Přerubenice Nr. 18 in Volksbauweise
- Kapelle in Dučice
- Borovice, der 24 m hohe Mobilfunkmast am Hang der Vošková wurde in Form einer künstlichen Kiefer errichtet.